# 2010 en Colombie-Britannique
Chronologie de la Colombie-Britannique
- 2006
- 2007
- 2008
- 2009
- 2010
- 2011
- 2012
- 2013
- 2014

Cette page concerne des événements qui se sont produits durant l'année 2010 dans la province canadienne de Colombie-Britannique.

## Politique
- Premier ministre : Gordon Campbell
- Chef de l'Opposition : Carole James du Nouveau Parti démocratique de la Colombie-Britannique
- Lieutenant-gouverneur : Steven Point
- Législature :

## Événements

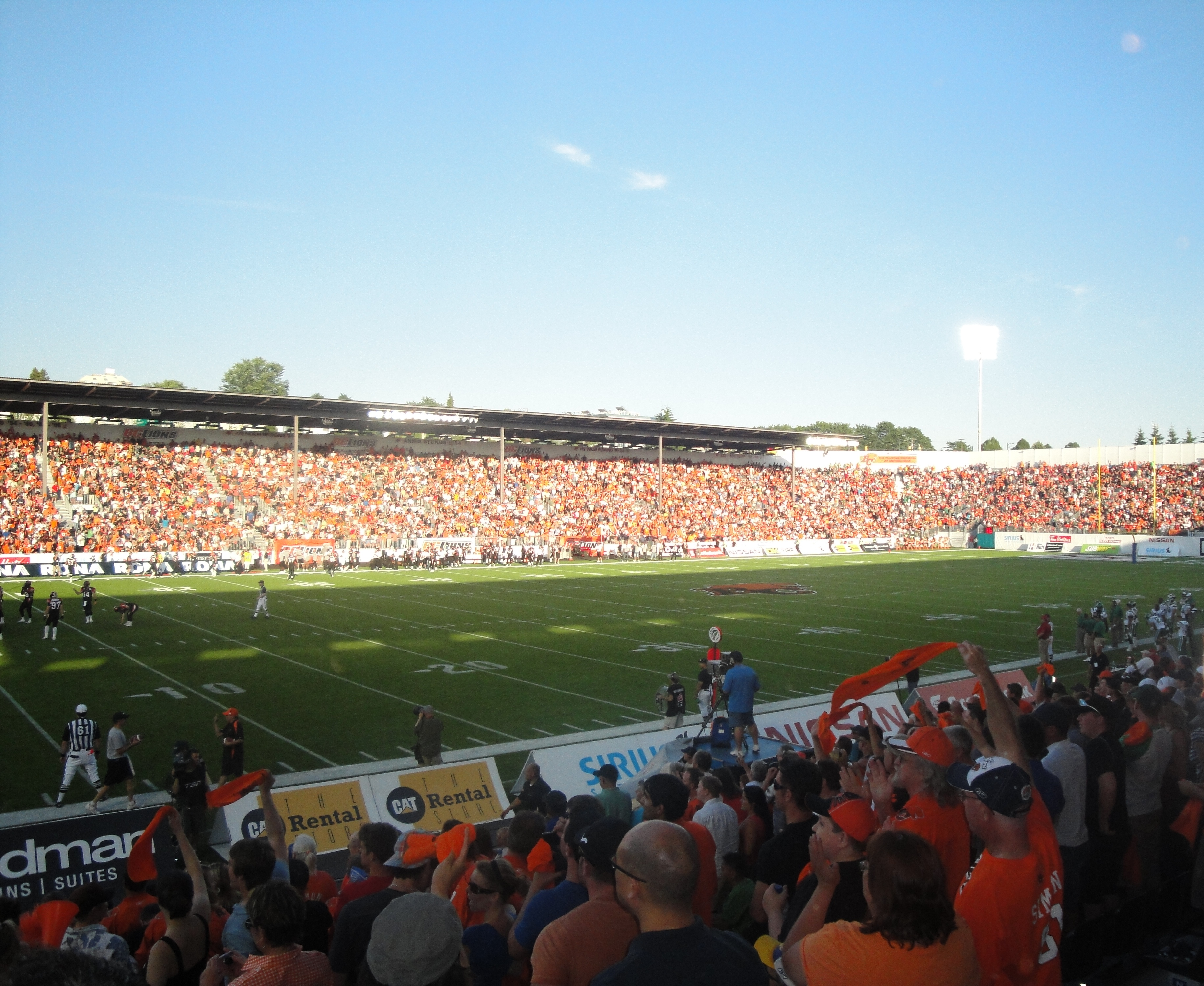
Empire Field.

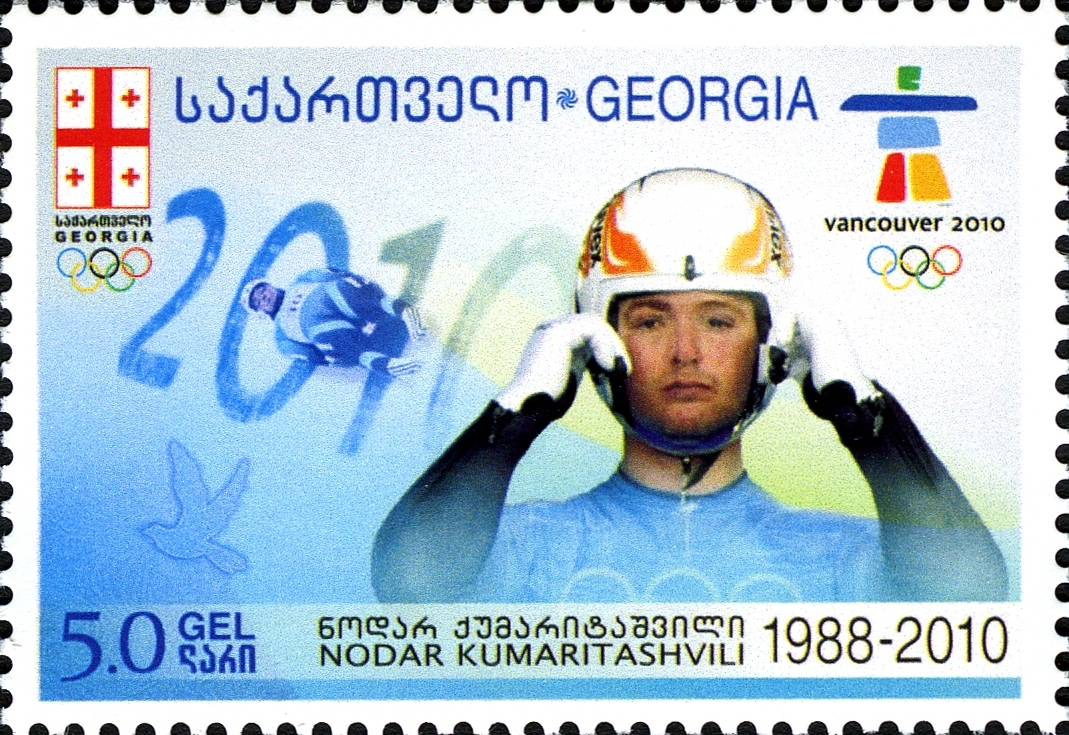
Timbre à l'éfigie de Nodar Kumaritashvili.

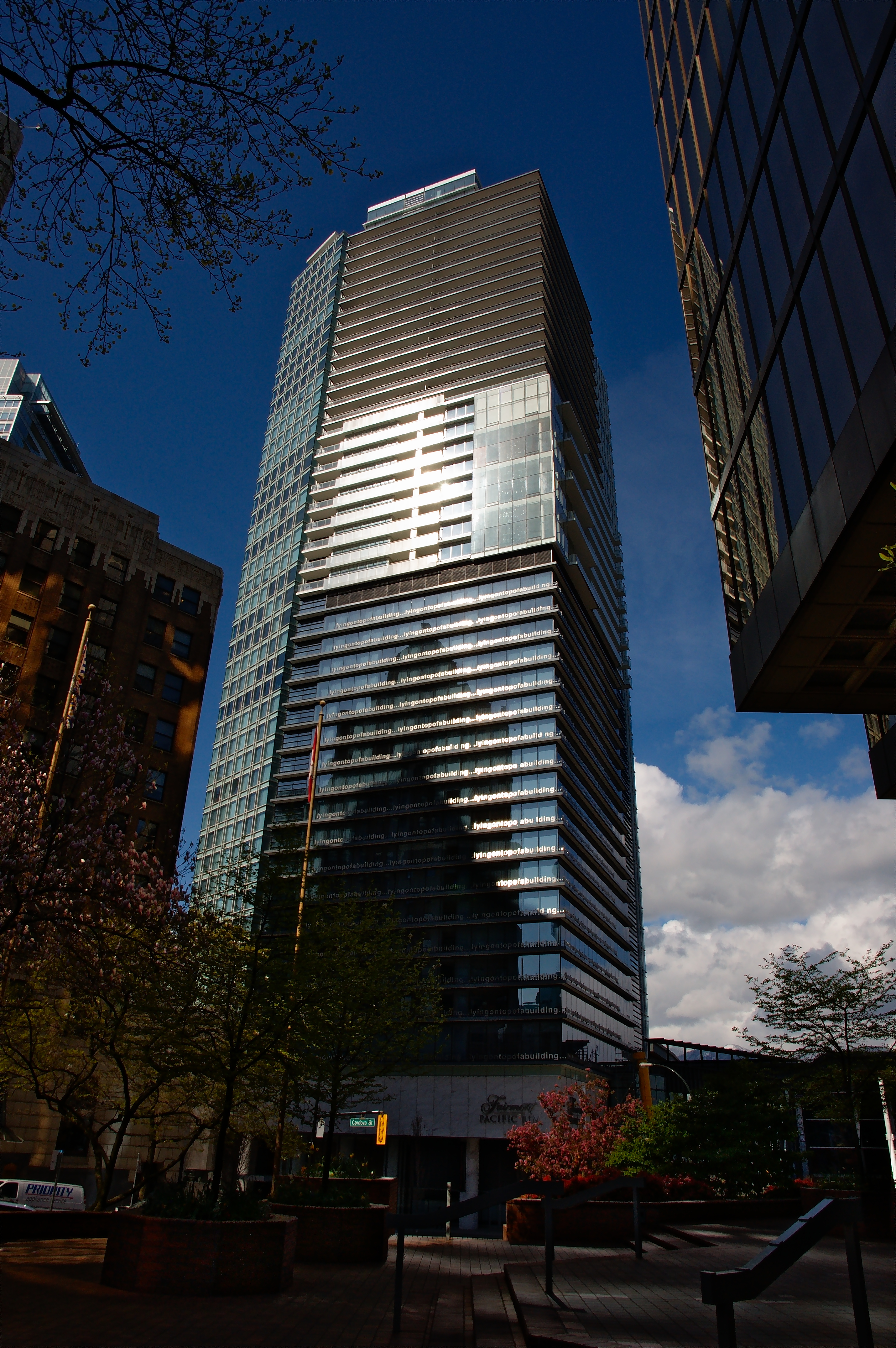
Fairmont Pacific Rim, Vancouver

- Mise en service de l'  Eye of the Wind  , éolienne et tour d'observation de 65 mètres de haut située à Grouse Mountain[1].

- Achèvement, à Vancouver :
  - de l' Empire Field stade situé Hastings Street[2].
  - du Fairmont Pacific Rim, immeuble hôtelier et de logements de 44 étages (139.68 mètres de hauteur situé 1038 Canada Place[3].

- 12 février 2010 : un lugeur géorgien Nodar Kumaritashvili est victime d'une sortie de piste lors d'une session d'entraînement qui entraîne son décès à Whistler lors des Jeux olympiques de Vancouver.

- 12 au 28 février : jeux olympiques d'hiver à Vancouver.

- 7 mars : achèvement à Port Coquitlam, du  Coast Meridian Bridge , pont routier à haubans en demi-harpe à 6 travées de 580 mètres de longueur totale[4].

- 3 novembre 2010 : Gordon Campbell annonce lors d'une conférence à Vancouver qu'il démissionne de son poste de Premier ministre de la Colombie-Britannique[5].

## Décès
- 12 février : Nodar Kumaritashvili, lugeur géorgien qu'il est victime d'une session d'entraînement qui entraîne son décès lors des Jeux olympiques d'hiver de 2010 à Vancouver.
- 22 novembre : David Lam, lieutenant-gouverneur de la Colombie-Britannique.